# Nor Cinti
Nor Cinti is een provincie in het departement Chuquisaca in Bolivia. De provincie heeft een oppervlakte van 7983 km² en heeft 76.477 inwoners (2012). De hoofdstad is Camargo.
Nor Cinti is verdeeld in vier gemeenten:
- Camargo
- Incahuasi (in 2009 verkleind)
- San Lucas
- Villa Charcas (in 2009 nieuw opgericht)